# Ookami-san
Ookami-san (яп. オオカミさん О:ками-сан, букв. «Волк», причём именной суффикс -сан указывает на достаточно уважительное отношение) — серия лайт-новел Масаси Окиты с иллюстрациями художника, выступающего под псевдонимом Унадзи (うなじ). Первый том был опубликован 10 августа 2006 года под названием «Семеро друзей Оками-сан» (яп. オオカミさんと七人の仲間たち О:ками-сан то Ситинин но Накаматати), по состоянию на январь 2011 года издательством ASCII Media Works опубликованы уже 12 томов этого произведения. Манга-адаптация Судзисиро Куруми публикуется журналом Dengeki Daioh. С июля 2010 года на телевидении Японии начался показ аниме-адаптации романа от студии «J.C.Staff».
Ранобе наполнено аллюзиями на известные сказки народов Европы и Азии, сюжет в ироничной форме обыгрывает их мотивы, и практически у каждого из героев есть свой сказочный прототип. Начать с того, что имена и образы колоритной троицы главных героев - явная отсылка к сказке «Красная Шапочка» (в японском языке фамилия главной героини («о: ками») - омофон слова волк, а фамилия-имя её ближайшей подруги, Акаи Ринго, звучит как «Красное Яблочко»; влюблённый же в «волка» и желающий её «пленить» Рёси Морино - потомственный охотник). Название первого тома, «Волк и семеро друзей» (имеются в виду все члены "Банка Отоги"), напоминает читателю о сказке «Волк и семеро козлят». И так далее.

## Сюжет
Сюжет «Ookami-san» вращается вокруг двух главных героинь, учениц первого класса старшей школы: Рёко Оками, девушки с нестандартной внешностью — природа наградила её пугающе хищными чертами лица и острыми зубами, отчего её улыбка просто вгоняет в оторопь (при всём при этом Рёко своим бешеным поведением старается полностью соответствовать своему лицу и фамилии) и Ринго Акаи, очаровательной девушки с лицом ангела и на редкость строптивым нравом. Вместе эти две «заклятые подруги» находят новых друзей (таких же странных, как и они сами) и пытаются изменить этот мир. С этой целью они трудятся в школьном клубе "Банк Отоги", целью которой является оказание помощи школьникам в решении их проблем, зачастую довольно специфического толка в обмен на оказание ответной услуги позже.

## Персонажи

### Основные персонажи
Все три основных персонажа являются членами "Банка Отоги".
- Рёко Оками (яп. 大神 涼子 О:ками Рё:ко)

Сэйю — Сидзука Ито.
Ученица Старшей школы Отоги, высокая девушка с острыми чертами лица, придающими ей хищный облик. Занимается боксом, с большим удовольствием разбирается с хулиганами, докучающими школьникам. Для этой цели пользуется «кошачьими ударами» — боксёрскими перчатками созданными для неё Майоликой Ле Фей. По складу характера полностью соответствует аниме-архетипу цундере, впрочем, под маской грубости скрывается более мягкий и неуверенный в себе человек. После знакомства с Рёси Морино и его довольно сумбурного признания в любви, отнеслась к нему резко враждебно, но затем изменила своё мнение, позволив прикрывать себя в бою. Лучшая подруга Ринго Акаи. Одна из трёх основных персонажей этой истории.
- Ринго Акаи (яп. 赤井 林檎 Акаи Ринго)

Сэйю — Канаэ Ито.
Маленькая девушка с рыжими волосами и очень острым языком, лучшая подруга Рёко Оками, которую очень любит. Именно ей принадлежит идея привлечь Рёси Морино к работе в "Банке Отоги". Одна из трёх основных персонажей этой истории.
- Рёси Морино (яп. 森野 亮士 Морино Рё:си)

Сэйю — Мию Ирино.
Застенчивый паренёк, влюблённый в Рёко Оками. Обладает свойствами, во-первых, быть совершенно незаметным, во-вторых, виртуозно стрелять металлическими шариками при помощи рогатки-манжеты, закреплённой на запястье левой руки. Избегает людей, стараясь держать с ними дистанцию, страдает скопофобией (боязнью чужих взглядов и внимания к себе). После неудачного признания в любви к Рёко Оками остался в "Банке Отоги", где его стали использовать в качестве прикрытия для Рёко, когда ей приходится иметь дело с уличной шпаной. Один из трёх основных персонажей этой истории.

### Остальные члены «Банка Отоги»
- Лист Кирики (яп. 桐木 リスト Кирики Рисуто)

Сэйю — Хирофуми Нодзима.

Некоторые персонажи (слева направо — Оцу Цуругая, Майолика Ле Фэй, Отохимэ Рюгу, Ринго Акаи, директор школы Отоги, Алиса Кирики (за ней — Рёси), Лист Кирики, Таро Урасима)

Ленивый управляющий "Банка Отоги" и кузен Алисы Кирики. Его хобби и особенность — это умение полностью перевоплощаться в другого человека (с помощью косметики, одежды, париков и его особой способности имитировать чужой голос). Один раз даже побеждал на Конкурсе красоты «Мисс Отоги».
- Алиса Кирики (яп. 桐木 アリス Кирики Ариса)

Сэйю — Юи Хориэ.
В отличие от своего «начальника» и кузена очень ответственна и трудолюбива. В "Банке Отоги" занимает должность секретаря. Довольно слаба физически, её основная работа — это расчёт и стратегия.
- Отохимэ Рюгу (яп. 竜宮 乙姫 Рю:гу: Отохимэ)

Сэйю — Аки Тоёсаки.
Девушка, влюблённая в Урасиму Таро (также является членом "Банка Отоги"). В младшей школе была толстой и неуклюжей, из-за чего все называли её «черепахой». После того, как её одноклассник Урасима сказал, что она довольно миленькая, решила измениться, и данное прозвище отпало. Постоянно ходит за своим парнем и колотит его, если видит флиртующим с другими девушками. Считается одной из самых красивых девушек школы Отоги, но её характер далёк от идеала. Знает буквально всё о красоте и способах, как её достичь.
- Таро Урасима (яп. 浦島 太郎 Урасима Таро:)

Сэйю — Синтаро Асанума.
Красавец-сердцеед из "Банка Отоги", прирождённый ловелас. Общение с мужским полом его не интересует совершенно; и наоборот, заметив какую-нибудь симпатичную девушку, он не может удержаться от флирта с ней. По этой причине чаще всего его можно встретить убегающим от Отохиме. Как бы то ни было, Таро и Отохиме связывают постоянные, устойчивые отношения; они по-настоящему любят и дорожат друг другом.
- Оцу Цуругая (яп. 鶴ヶ谷 おつう Цуругая Оцу:)

Сэйю — Аяко Кавасуми.
Девушка, которая постоянно ходит в униформе горничной. Она зациклена на идее «оплаты долгов», так как очень переживает по поводу того, что не смогла вернуть долг мальчику, который когда-то спас её жизнь. В школе у неё есть свой собственный фан-клуб.
- Майолика Ле Фэй (яп. マジョーリカ・ル・フェイ Мадзё:рика Ру Фэй)

Сэйю — Кимико Кояма.
Девушка с неиссякаемым источником оптимизма из "Банка Отоги". Одевается в стиле праздника Хеллоуин, то есть как ведьма (сокращение от её имени «Мадзё» также дословно переводится как «ведьма»). Постоянно что-то изобретает или совершенствует, у неё даже есть своя собственная лаборатория. Обладает специфическим чувством юмора. Обожает подшучивать над Оцу.

### Прочие представители старшей школы Отоги
- Рампу Арагами (яп. 荒神 洋燈 Арагами Рампу)

Сэйю — Ацуси Оно.
Директор школы. Его образ основан на джинне из лампы Аладдина. Характерная черта - повышенный интерес к своим подопечным женского пола. Тайный инспиратор, спонсор и постоянный контрагент "Банка Отоги".
- Момоко Кибицу (яп. 吉備津 桃子 Кибицу Момоко)

Сэйю — Юко Кайда.
Член дисциплинарного комитета школы Отоги. Зачастую для привлечения парней к какому-либо делу использует свою красоту и пышные формы. Также известна под прозвищем Момо-тян-сэмпай.

### Старшая школа Онигасима
- Сиро Хицудзикай (яп. 羊飼 士狼 Хицудзикай Сиро:)

Сэйю — Дзюнъити Сувабэ.
Председатель студенческого совета школы Онигасима и бывший парень Рёко.

## Опубликованные тома лайт-новел
| Русское название                                                   | Японское название | Дата публикации     | ISBN                   |
| ------------------------------------------------------------------ | --- | ------------------- | ---------------------- |
| Оками-сан и семеро друзей                                          | Ōkami-san to Shichinin no Nakama-tachi (オオカミさんと七人の仲間たち)                                                            | 10 августа 2006 г.  | ISBN 4-8402-3524-4     |
| Оками-сан и благодарность Оцу-сэмпай                               | Ōkami-san to Otsū-sempai no Ongaeshi (オオカミさんとおつう先輩の恩返し)                                                          | 10 декабря 2006 г.  | ISBN 4-8402-3643-7     |
| Оками-сан и любовь Дзидзо                                          | Ōkami-san to «Kasa» Jizō-san no Koi (オオカミさんと"傘"地蔵さんの恋)                                                             | 10 апреля 2007 г.   | ISBN 978-4-8402-3806-9 |
| Оками-сан и не торгующая спичками, но несчастная девочка           | Ōkami-san to Match Uri ja nai kedo Fukō na Shōjo (オオカミさんとマッチ売りじゃないけど不幸な少女)                                | 10 октября 2007 г.  | ISBN 978-4-8402-4024-6 |
| Оками-сан и отравленное яблоко, не подействовавшее на Белоснежку   | Ōkami-san to Doku Ringo ga Kikanai Shirayukihime (オオカミさんと毒りんごが効かない白雪姫)                                        | 10 февраля 2008 г.  | ISBN 978-4-8402-4160-1 |
| Оками-сан и ботфорты старшего брата кота                           | Ōkami-san to Naga Boots o Haita Aniki na Neko (オオカミさんと長ブーツを履いたアニキな猫)                                         | 10 июля 2008 г.     | ISBN 978-4-04-867134-7 |
| Оками-сан и оперение небесных дев в неглиже                        | Ōkami-san to Sentakuchū no Tennyo no Hagoromo (オオカミさんと洗濯中の天女の羽衣)                                                 | 10 января 2009 г.   | ISBN 978-4-04-867464-5 |
| Оками-сан и крайне застенчивая волшебная лампа                     | Ōkami-san to Tottemo Otome na Bumbuku Chagama (オオカミさんととっても乙女な分福茶釜)                                             | 10 мая 2009 г.      | ISBN 978-4-04-867822-3 |
| Оками-сан Spin-off: Дзидзо и немного другая японская история любви | Ōkami-san to Spin-off: Jizō-san to Chotto Kawatta Nihon Koibanashi (オオカミさんとスピンオフ 地蔵さんとちょっと変わった日本恋話) | 10 сентября 2009 г. | ISBN 978-4-04-868279-4 |
| Оками-сан и обитатель странного дома                               | Ōkami-san to Okashi na Ie no Jūnin-tachi (オオカミさんとおかしな家の住人たち)                                                    | 10 января 2010 г.   | ISBN 978-4-04-868279-4 |

## Аниме-сериал
| Зрительский рейтинг      | Зрительский рейтинг      | Зрительский рейтинг      |
| (на 1 октября 2010 года) | (на 1 октября 2010 года) | (на 1 октября 2010 года) |
| ------------------------ | ------------------------ | ------------------------ |
| Сайт                     | Оценка                   | Голосов                  |
| Anime News Network       | · ссылка                 | 491                      |
| AniDB                    | · ссылка                 | 449                      |

Открывающая тема
- «Ready Go!»
  - Исполняет: Мэй Накабаяси

Закрывающая тема
- «Akazukin-chan, goyoujin! / Красная Шапочка, осторожно!» (赤頭巾ちゃん御用心)
  - Исполняет: OTo Gi 8

| 01 | Ōkami-san and Friends at Otogi Bank (Оками и её друзья в "Банке Отоги") «О:ками-сан то Отоги Гинко: но Накама-тати» (おおかみさんと御伽銀行の仲間たち) | 2 июля 2010 года      |
| После того как неизвестному удаётся отпугнуть нападавших с ножом от и без того не хрупкой девушки Рёко Оками, скромный юноша Рёси Морино признаётся ей в любви. Её подруга, Ринго Акай, решает пригласить его в "Банк Отоги", организацию за всяческие услуги или денежные вознаграждения выполняющую просьбы студентов. Как раз подворачивается одно дело: клиент "Банка Отоги", Какири Хайбара, просит их во что бы то ни стало удержать Акиро Одзи в теннисном клубе, из которого тот хочет уйти. В результате небольшого ДТП, нечаянно произошедшего по вине "Банка", Какири «выводит из строя» Акиро прямым падением на него, и в итоге им удаётся изъять у него заявление об уходе. В тот же день Рёси ещё раз спасает Рёко от напавших бандитов, и та окончательно его принимает в качестве члена Отоги. | |                       |
| 02 | Ōkami-san the Liar and Ryōshi-kun (Обманщица Оками-сан и Рёси-кун) «Усоцуки О:ками-сан то Рё:си-кун» (うそつきおおかみさんと亮士くん) | 9 июля 2010 года      |
| Рёси и Рёко поступает заказ от новой клиентки - та утверждает, что парень, с которым она рассталась, пытается насильно заставить её к нему вернуться. Расследуя этот случай, они попадают в ловушку учеников школы Онигасима - тем удаётся похитить Рёко, однако Рёси удаётся сбежать. Юноша предупреждает других членов "Банка Отоги" и вместе они спасают её. И как оказывается девушку, заказавшую расследование, использовали чтобы выманить Рёко. | |                       |
| 03 | Ōkami-san Tangled in the Ugly Battle between the Tortoise and the Hare (Оками ввязалась в борьбу Черепахи и зайца) «О:ками-сан Усаги то Камэ но Миникуй Арасои ни Макикомарэру» (おおかみさんうさぎとかめの醜い争いに巻き込まれる)                                                   | 16 июля 2010 года     |
| Отохимэ встречает свою давнюю соперницу Мими Усами, дразнившую её в детстве «Черапахой». Девушки решают выяснить кто из них лучше простым способом - на конкурсе красоты. Отохимэ просит "Банк Отоги" обеспечить ей первое место. После этого начинается война компроматов и в итоге ни одна из них не входит даже в 10-ку. Однако Отохимэ может считать победившей, потому что Таро, парень, которого она любит, проголосовал именно за неё. | |                       |
| 04 | Ōkami-san and O-tsuu-senpai's Repayment of Favor (Оками и Оцу, которая возвращает долги) «О:ками-сан то О-цу:-сэмпай но Онгаэси» (おおかみさんとおつう先輩の恩返し) | 23 июля 2010 года     |
| После того как Рёси защищает Оцу Цуругая от летящего с огромной силой бейсбольного мяча, который случайно чуть было не попадает в неё, девушка принимает это близко к сердцу и решает «списать ему долг» став не некоторое время его домашней служанкой. Однако в один из дней она падает в обморок и ребята понимают, что так дальше продолжаться не может. Члены "Банка Отоги" в полном составе становится её личными слугами, тем самым давая понять насколько может быть неловко человеку. | |                       |
| 05 | Ōkami-san Goes Demon-Exorcising with Momo-chan-senpai (Оками и Момо отправляются охотиться на Они) «О:ками-сан Момо-тян-сэмпай то Они-тайдзи ни Ику» (おおかみさん桃ちゃん先輩と鬼退治に行く)                                                                                        | 30 июля 2010 года     |
| Момоко Кибицу, одна из самых красивых девушек школы и член дисциплинарного комитета, просит "Банк Отоги" помочь ей встретиться с новым председателем студенческого совета школы Онигасима. Проникнув во внутренние помещения здания они находят его - им оказывается некий Сиро Хицудзикай, с которым знакома Оками, хотя очевидно, что воспоминания о нём ей неприятны. Члены "Банка" выполняют своё главное задание - предупреждает его о необходимости контроля учеников, совершивших в последнее время множество негативных поступков. | |                       |
| 06 | Ōkami-san and Little Red Riding Hood, and While We're at it, Ryōshi-kun (Оками, Красная Шапочка и ещё Рёси-кун) «О:ками-сан то Акадзуки-тян, Цуйдэ ни Рё:си-кун» (おおかみさんと赤ずきんちゃん、ついでに亮士くん)                                                                    | 6 августа 2010 года   |
| Волнующийся за Рёко, Рёси просит Ринго рассказать об отношениях девушки и Сиро, однако та советует ему спросить у самой Оками когда их отношения станут доверительными. Также Ринго вспоминает как впервые встретила Рёко, которая тогда была одинока и практически ни с кем не общалась, однако упорство Акаи сблизило их. Рёси, в свою очередь, вспоминает как впервые увидел Оками и влюбился в неё. | |                       |
| 07 | Ōkami-san goes on a Double Date with Jizou-san (Оками идёт на Двойное свидание вместе с Дзидзо) «О:ками-сан Дзидзо-сан то Дабуру Дото Суру» (おおかみさん地蔵さんとダブルデートする)                                                                                                 | 13 августа 2010 года  |
| По просьбе Дзина Ханасаки, члена бейсбольной команды, "Банк Отоги" устраивает ему двойное свидание со скромной девушкой Ами Дзидзо, где второй парой выступают Рёко и Рёси. Однако во время выезда на пикник в парке, когда первые двое остаются наедине, Рёко неудачно падает, и по пришествии её в сознание, выясняется, что у неё частичная амнезия и ей кажется, что она - тринадцатилетняя девочка. В то время как Рёко и Рёси идут по улице, они наталкиваются на Сиро, который рассказывает о том, что несколько лет назад изнасиловал Рёко. Вскоре после этого к девушке возвращается память. | |                       |
| 08 | Ōkami-san Helps a Mouse Find a Bride and Pigs Should Be Treated Like This (Оками помогает Мышке найти невесту, а со Свиньями нужно обращаться именно так) «О:ками-сан то Нэзуру но Ёмесагаси то Яппари Бута ва Коиу Ацукаи» (おおかみさんとねずみの嫁探しとやっぱり豚はこういう扱い) | 20 августа 2010 года  |
| "Банк Отоги" получает задание подыскать одиннадцатилетнему Тюутаро Нэдзуми, наследнику главы крупной компании, будущую жену. На каждую кандидатку сопровождающий его дворецкий находит острое словцо, к примеру, «вырастет болтливой» или «станет каргой», однако в итоге даёт мальчику понять, что среди его сверстников уже есть та, которой он нравится и которая нравится ему. | |                       |
| 09 | Ōkami-san and Snow White, which does not operate a poisoned apple (Оками и Белоснежка, на которую не действует отравленное яблоко) «О:ками-сан то Доку-Ринго га Киканаи Сираюки-Химэ» (おおかみさんと毒りんごが効かない白雪姫)                                                       | 27 августа 2010 года  |
| Ринго комплексует из-за того, что её сводная сестра Химэно Сираюки когда-то была вынуждена покинуть отчий дом вместе с братьями, о которых сейчас заботится. В аквапарк, куда они вместе с членами "Банка Отоги" пошли, происходит эксцесс - Химэно чуть не тонет, но её спасает Ринго. Вскоре выясняется, что Химэно не держит на неё зла. | |                       |
| 10 | Ōkami-san and the Otogi Bank's Longest Day. (Оками и самый длинный день "Банка Отоги".) «О:ками-сан то Отоги но Судоку Нагаи Исиниси» (おおかみさんと御伽銀行のすごく長い一日) | 3 сентября 2010 года  |
| Президент студенческого совета Онигасимы пускает ложные и клеветнические слухи о "Банке Отоги"; те, в свою очередь, вынуждены снизить цену на свои услуги и приниматься за любую работу не жалея себя. Рёси встречает странноватого парня Сабуро Нэкомия, который вызывается его тренировать и обучить принципам боя. Сиро Хицудзикай продолжает строить козни и организовывает похищение нескольких членов "Банка Отоги", в том числе Рёко. | |                       |
| 11 | Ōkami-san and the Wolf in Sheep's Clothing (Оками и Волк в овечьей шкуре) «О:ками-сан то Хицудзи но Кэгава во Кита О:ками» (おおかみさんと羊の毛皮を着た狼) | 10 сентября 2010 года |
| Оставшиеся на свободе члены "Банка Отоги" организовывают спасательную операцию, в которой принимают участие не только они, но и должники, просьбы которых они исполняли. Президент "Банка Отоги" Кирики обещает Хицудзикаю «вернуть должок за развязанную войну». | |                       |
| 12 | Ōkami-san and the Girl who Doesn't Sell Matches but is Still Poor (Оками и не торгующая спичками, но всё же несчастная девочка) «О:ками-сан то Маттиури я наи кэдо Фуко: на Сёдзё» (おおかみさんとマッチ売りじゃないけど不幸な少女)                                                  | 16 сентября 2010 года |
| Испытывающая финансовые проблемы девушка Матико Химура решает «влюбить» в себя Рёси, прикладывая к этому все возможные усилия. Ринго внимательно следит за реакцией Рёко, понимая, что та ревнует. В итоге Матико решает отказаться от своих планов после того как "Банк Отоги" помогает ей найти жильё и «встать на ноги». | |                       |